# Pharmacist
Pharmacist (bürgerlich Ilya Igorevich Gulin, * 31. Mai 2001) ist ein russischer Musikproduzent, der vor allem durch seine Arbeiten im Bereich der Phonk-Musik bekannt wurde. Er zählt zu den bekanntesten Künstlern der modernen Phonk-Szene und ist insbesondere für seinen düsteren, atmosphärischen Stil bekannt, der stark vom Memphis Rap der 1990er-Jahre beeinflusst ist.

## Karriere
Pharmacist begann seine professionelle Musikkarriere im Jahr 2019. Sein Durchbruch gelang ihm mit der Veröffentlichung des Tracks „North Memphis“ am 7. August 2019, der zu einem der bekanntesten Phonk-Songs wurde. Er hat seitdem mit mehreren bekannten Produzenten zusammengearbeitet und sich als einer der führenden Vertreter des Subgenres „Drift Phonk“ etabliert.

## Stil und Einfluss
Pharmacists Musik ist geprägt von einem rohen, düsteren Klangbild, das sich stark am frühen Underground-Rap aus Memphis orientiert. Gleichzeitig kombiniert er diese Ästhetik mit modernen Trap-Elementen und High-Energy-Beats, die besonders in der Drift- und Car-Culture beliebt sind. Er gilt als einer der führenden Vertreter des Subgenres „Drift Phonk“, das durch seine temporeichen und aggressiven Beats charakterisiert ist.

## Diskografie (Auswahl)

### Alben und EPs
- 2020: Glock Cocked (feat. Kilfiger)[3]
- 2021: Out On Parole[4]
- 2022: World Domination (mit Sinizter)[5]

### Singles
- 2019: North Memphis[6]
- 2022: Overdo$e[4]
- 2022: Street Cleaner[4]
- 2022: Popped (feat. Juicy J)[7]
- 2023: Hellhound[4]